# Jugovići (Gacko, BiH)
Jugovići su naseljeno mjesto u općini Gacko, Republika Srpska, BiH.

## Stanovništvo

### 1991.
Nacionalni sastav stanovništva 1991. godine, bio je sljedeći:
ukupno: 54
- Srbi - 54 (100%)

### 2013.
Nacionalni sastav stanovništva 2013. godine, bio je sljedeći:
ukupno: 15
- Srbi - 15 (100%)

## Poznate osobe
- Savo Skoko, srpski povjesničar i visoki vojni časnik